# Alfred Hasselberg
Alfred Hasselberg (ur. 30 września 1908 w Essen, zm. 3 stycznia 1950 we Frankfurcie nad Menem) – doktor prawa, dowódca Einsatzkommando 3/I podlegającego organizacyjnie Einsatzgruppe I pod dowóddztwem Bruno Streckenbacha działających przy 14 Armii.
W okresie III Rzeszy był członkiem NSDAP (Nr. 2.837.238) oraz SS (Nr. 272.286). Od 1938 pełnił w SS funkcję SS-Sturmbannführera.
Hasselberg uzyskał dyplom doktora prawa karnego na Uniwersytecie Erlangen w 1935.
Po kampanii wrześniowej wraz z kierowanym przez siebie oddziałem operacyjnym objął siedzibę w Jarosławiu, tworząc placówki w Rzeszowie, Przeworsku, Łańcucie, Nisku i Przemyślu (drugim oddziałem tego typu kierował w regionie Ludwig Hahn)